# Ильинское (Курганская область)
Ильинское — село в Катайском районе Курганской области. Административный центр Ильинского сельсовета.

## История
До 1917 года в составе Катайской волости Камышловского уезда Пермской губернии. По данным на 1926 год состояло из 449 хозяйств. В административном отношении являлось центром Ильинского сельсовета Катайского района Шадринского округа Уральской области.

## Население
| 1989 | 2002  | 2010  |
| ---- | ----- | ----- |
| 1906 | ↘1786 | ↘1757 |

По данным переписи 1926 года, в селе проживало 1968 человек (911 мужчин и 1057 женщин), все русские.